# Sz. Jónás Ilona
Sz. Jónás Ilona, Szabó Kálmánné Jónás Ilona (Görömböly, 1929. augusztus 26. – Budapest, 2017. április 18.) magyar középkortörténész, a, ELTE BTK Történeti Intézet egykori tanszékvezető egyetemi tanára, professor emerita.

## Életútja
1954-ben kezdett tanítani az ELTE Bölcsészettudományi Karán (ELTE-BTK) mint demonstrátor, majd mint egyetemi oktató. 1977-ben kandidátusi fokozatot szerzett "Párizs adófizető népessége a XIII - XIV. század fordulóján" című értekezésével. 1985 és 1995 között tanszékvezető volt az ELTE Középkori Egyetemes Történeti Tanszékén. 1988-ban professor emerita, majd 1995-ben akadémiai doktori címet szerzett.
1992-ben tagja lett annak a háromtagú bizottságnak, melynek célja az volt, hogy megállapítsa az ELTE BTK-n az 1950-es években folyt politikai tisztogatások áldozatainak névsorát.
Felfogására nagy hatást gyakorolt a francia Annales történetírói iskola, melynek hatására társadalom- és mentalitástörténelemmel kezdett el foglalkozni. Az Annales egyik kiemelkedő tagjával, Georges Dubyvel személyesen is jó kapcsolatban volt. A francia történetírás eredményeinek hazai meghonosításán túl, kiemelkedő tudományszervező tevékenységét jelzi, hogy nevéhez fűződött a Károli Gáspár Református Egyetemen a középkori egyetemes történelem oktatásának megszervezése. Egyetemi tankönyvek mellett számos ismeretterjesztő művet is publikált, valamint számos forráskiadvány, illetve modern történeti mű lektorálása, szerkesztése fűződik a nevéhez.
Ő maga Váczy Péter, Gyóni Mátyás, Szabó Árpád és Győry János tanítványának vallotta magát. Ismertebb tanítványai közül kiemelkednek Klaniczay Gábor és Sághy Marianne.
2009-ben megkapta a Magyar Érdemrend lovagkeresztje kitüntetést.

## Főbb művei

### Szerzőként
- Középkori egyetemes történeti szöveggyűjtemény.Budapest, 1972 illetve 1999. Online elérés: http://www.tankonyvtar.hu/hu/tartalom/tkt/kozepkori-egyetemes/index.html
- Európa ezer éve. A középkor története. I-II. kötet (társszerző). Budapest, 2004. Osiris Kiadó. Online elérés: http://www.tankonyvtar.hu/hu/tartalom/tamop425/2011_0001_520_europa_ezer_eve/adatok.html
- Sokszínű középkor: Természet, társadalom, kultúra a középkori Európában. Sz. Jónás Ilona összegyűjtött tanulmányai. ELTE Eötvös K., 2010. 469 p.ISBN 9789632841342. Tartalomjegyzék online: https://web.archive.org/web/20110309224656/http://www.kia.hu/konyvtar/tartalom/t303.htm
- Európa születése: a középkori latin civilizáció rövid története. Budapest, 1991. IKVA
- Árpád-házi Szent Erzsébet. Életek és korok sorozat. Budapest, Akadémiai Kiadó, 1986.
- Barbár királyok. Bp. Kossuth Könyvkiadó, 1994. Online elérhető a googlebooks.com-on
- A középkor nagy császárai  Online elérhető a googlebooks.com-on
- Vadon és civilizáció. A középkori erdő világa.Rubicon, 1993/4, 1999/9-10
- A virágzó középkor. Rubicon, 1996/3 m
- Európa hatalmai a honfoglalás korában: a Frank Birodalom utódállamai. Rubicon, 1996/7
- Árpád-házi Szent Erzsébet legendái. Vigília, 2007/7. Online elérhető: https://web.archive.org/web/20151122002814/http://vigilia.hu/regihonlap/2007/7/jonas.htm
- Árpád-házi Szent Erzsébet három legendája. Online elérhetőség: https://web.archive.org/web/20111216090757/http://debszem.unideb.hu/pdf/dsz2008-2/dsz2008-2Szjonas.pdf
- A hegy és a folyó vitája egy IX. századi versben. Online: http://www.kre.hu/portal/doc/studia/Cikkek/2006.3_4.szam/p-jonas.pdf
- A Francia Királyság. História, 1999/09-10. Online elérés: https://web.archive.org/web/20071205103833/http://www.historia.hu/archivum/1999/990910szjonas.htm
- Jegyzetek a kora középkori idő témájához. Vallástudományi Szemle, 2006 / 1. Zsigmond király Főiskola Online elérés: https://web.archive.org/web/20170427003259/http://www.uni-zsigmond.hu/uploaded_bookshelf/5b5251c2f3f20ffe.pdf
- Fejezetek a késői középkorból. Budapest, 1963

### Lektorként, szerkesztőként
- Bodin, Jean: Az államról. Vál.: Sz. Jónás Ilona. Bp. 1987.
- Georges Duby: A katedrálisok kora. Budapest, Gondolat, 1984. Lektorálta Sz. Jónás Ilona
- Az emberiség krónikája (Chronik der Menschheit). : Officina Nova, 1990. (Krónikák.). Lektorálta és kiegészítette Sz. Jónás Ilona et alii.
- Társadalomtörténeti tanulmányok a közeli és régmúltból - Emlékkönyv Székely György 70. születésnapjára. Szerk.: Sz. Jónás Ilona. Budapest, ELTE BÖLCSÉSZETTUDOMÁNYI KAR, 1994. ISBN 9634629490